# Michał Konstanty Bogucki
Michał Konstanty Bogucki (ur. w 1860, zm. w 1935) – filolog klasyczny, uczeń Kazimierza Morawskiego, tłumacz dialogów Lukiana i propagator dramatu antycznego.

## Literatura dodatkowa
- Konrad Millak: Bogucki Michał Konstanty. W: Polski Słownik Biograficzny. T. 2: Beyzym Jan – Brownsford Marja. Kraków: Polska Akademia Umiejętności – Skład Główny w Księgarniach Gebethnera i Wolffa, 1936, s. 197. Reprint: Zakład Narodowy im. Ossolińskich, Kraków 1989, ISBN 83-04-03291-0